# 東鷹栖安部公房の会
東鷹栖安部公房の会（ひがしたかすあべこうぼうのかい）は、北海道旭川市東鷹栖の市民団体。小説家の安部公房が小学生時代に一時的に旭川に滞在していたことから、東鷹栖と安部公房の関連を広めることを目的として、2012年（平成24年）に結成された団体であり、安部公房ゆかりの物品の展示会、安部公房の作品の朗読などの活動を行っている。

## 沿革
安部公房は東京出身だが、両親は共に北海道の旧東鷹栖村（現・旭川市）出身である。安部も本籍は東鷹栖であり、小学校2年から3年にかけて、東鷹栖村近文第一小学校（現・旭川市立近文第一小学校）に通学していた時期がある。本会の初代会長の森田庄一は、学生時代に安部公房の妹と同級生であり、安部の芥川賞受賞が印象に残っていたことから、安部の作品を愛読するようになった。
森田は高等学校を卒業後に、安部の足跡を地元に残すことを考え始めた。そして2012年（平成24年）に旭川市東鷹栖公民館（北海道旭川市東鷹栖）で開催された講演会「東鷹栖と安部公房〜安部公房はここにいた」が契機となり、同2012年8月、東鷹栖の有志を始めとする旭川の住民30人ほどで、市民団体として「東鷹栖安部公房の会」が立ち上げられた。会員数は、翌2013年（平成25年）時点で26人である。
2018年（平成30年）7月の総会で、旭川市議会議員の高見一典が新会長に就任、前会長の森田庄一は顧問に、旭川市の詩人である柴田望（2015年に入会）が事務局長となり、現在に至る。

## 活動内容

安部公房記念碑

東鷹栖と安部公房の関連を広めることが活動目的である。地域の文学愛好家や安部の親族たちの協力のもとで、安部公房ゆかりの写真などの品や、旭川市東鷹栖の東鷹栖公民館での作品資料の展示、安部の作品の朗読会や講演会、安部を題材とした文学講座などを開催している他、旭川市東鷹栖支所内の安部公房の資料展示室の管理も担当している。事務局長の柴田望も、朗読会の解説などで協力している。
2012年末には、安部の実弟宅より、安部の初期の未発表作品『天使』が発見されて、新潮社の立会いのもとで、本会へ原稿が寄贈され、文芸誌「新潮」2012年12月に掲載に至った。「新潮」同号はこの安部の作品によって好調な売れ行きを示し、約6年ぶりに増刷が決定された。
安部が旭川滞在時に近文第一小学校に通学していたことから、2013年には、地域と安部との関わり、および同小学校と安部の関係性を後世へ伝えることを目的として、記念碑の建立が計画された。2000年代以降に旭川市から文学活動への支援が減少していることから、市には頼らず地域で建立することを目指し、費用を市民や企業からの寄付などで賄うべく、会員たちが奔走することで建立に至った。設立地は同小学校の校庭に決定し、翌2014年（平成26年）10月に、記念碑の除幕式と記念式典が開催された。碑石には、東鷹栖在住の安部の親戚が所有していた神居古潭石（旭川で採取される天然石）が用いられ、この親戚宅では旭川滞在時の安部が遊んでいたという。東鷹栖出身で東京大学名誉教授の保坂一夫が、同小学校の卒業生で安部とも交友があったことから、「故郷憧憬」の題などを碑石に刻んだ。
安部がシンセサイザーを日本国内での普及以前から使用していたことにちなんで、2016年（平成28年）からは、シンセサイザーの音楽や映像に合わせて安部の作品を朗読する朗読会など、ユニークな試みも行われている。朗読に合わせて、場面に合った絵を投影したり、効果音やBGMを流したりする試みであり、映像があることでの内容のわかりやすさ、巧みな話術などで好評を博している。